# 归口
归口，是中华人民共和国党政群团企事业各种机构组织，行政隶属或者接受业务领导于上级组织的一种政治行政体制。包括归口管理与归口领导。归口管理着眼于行政隶属。归口管理部门是由于其工作性质，该部门除了接受地方人民政府的领导之外，还要接受系统内上一级部门的行政与人事管理；如乡镇水利站接受县水利局归口管理。归口领导着眼于业务上接受指导，如县民委接受县委统战部的归口领导。

## 历史
1949年组建的第一届中央人民政府，政务院下设政治法律、财政经济、文化教育和人民监察四个委员会，对30个部、署、会、行、院施行分“口”领导。
1953年周恩来主持起草《中共中央关于加强中央人民政府系统各部门向中央请示报告制度及加强中央对于政府工作领导的决定（草案）》，列明政府工作中的重大事项均需事先请示中央，政府各部门的党组工作则直接受中央的领导，重新划分了计划、财经、政法、外事、交通、农林、劳动、文教等各大“口”，并由专人直接领导。
1954年7月成立中央对台小组。1955年7月成立中央原子能事业领导小组。1955年11月成立中央血吸虫病防治领导小组。1956年1月和1958年3月分别成立中共中央政法小组、中央外事小组。1958年6月10日，中国共产党八届四中全会后，中共中央发出《关于成立财经、政法、外事、科学、文教各小组的通知》，决定成立中央财经小组、中央政法小组、中央外事小组、中央科学小组及中央文教小组等5个小组，直属中央政治局和中央书记处。以后相继成立中共中央北方地方病防治领导小组(1960年3月)、中央精简干部和安排劳动力五人小组(1960年10月)、中央精简小组(1962年2月)、中央国际研究指导小组(1963年12月)、中央学制问题研究小组(1964年2月)。
中央各工作小组或中共中央各直属机构分别全面领导一个领域的各项工作，该领域的各党政机关、社会团体、企事业单位，就归属于一个“口”，接受业务领导。国务院及地方各级人民政府业陆续设立一些常设或临时的跨部委的议事协调机构，还长时间设立国务院一办、二办至八办。由此形成各行各业归属各“口”，一个“口”还可包括若干个小“口”。
1965年2月在北京举行的全国工业交通工作会议、全国工业交通政治工作会议决定，1965年5月11日中共中央发布《关于在全国工业交通系统建立政治工作机关的决定》：所有工业交通部门，都要学习解放军，把思想政治工作放在第一位；各级党委必须把工业交通系统的政治机关建立起来，并逐步地建立起一套工作制度；中央，中央局，各省、自治区、直辖市党委以及其他大、中城市的党委都设置工业交通工作部；工业交通企业、事业单位，根据规模大小和任务繁简，分别设置政治部、政治处或者政治教导员、政治指导员。《决定》指出：“这个决定的基本原则，也适用于农业、商业和国民经济的其他部门”。各级党委都建立了“各口”的政治工作部。
1988年8月13日《国务院关于国务院机构设置的通知》中明确：

四、部委归口管理的国家局十五个：

　　（一）直属局级的部委归口管理的国家局七个：

　　国家外国专家局（由国务院办公厅归口管理）

　　国家语言文字工作委员会（由国家教育委员会归口管理）

　　中华人民共和国专利局（由国家科学技术委员会归口管理）

　　国家税务局（由财政部归口管理）

　　国家国有资产管理局（由财政部归口管理）

　　国家烟草专卖局（由轻工业部归口管理）

　　国家中医药管理局（由卫生部归口管理）

　　（二）司局级的部委归口管理的国家局八个：

　　国家核安全局（由国家科学技术委员会归口管理）

　　国家保密局（由国家安全部归口管理）

　　国家矿产储量管理局（由地质矿产部归口管理）

　　国家测绘局（由建设部归口管理）

　　国家黄金管理局（由冶金工业部归口管理）

　　中华人民共和国国家进出口商品检验局（由对外经济贸易部归口管理）

　　国家文物局（由文化部归口管理）

　　国家外汇管理局（由中国人民银行归口管理）

1993年4月19日，国务院机构改革，决定不再设立部委归口管理的国家局，改为国务院部委管理的国家局，通常为副部级。

## 分类
- 党委口：各党委、党组的隶属关系体系。
- 组织人事口：包括组织工作、党建工作、干部工作、人事工作、专家人才工作等
- 群团口：接受各级党委领导的工、青、妇、团等。一般由党委专职副书记分管。
- 人大口
- 宣传口：党委宣传部领导的新闻、出版、报纸、广电以及教、科、文、卫、体、旅游等
  - 文教口：文化、教育、文物保护
- 统战口：党委统战部领导的民族工作、宗教工作、对台工作、港澳工作、侨办、民主党派与著名无党派人士、政协、工商联工作等等。
  - 政协口
- 财经口/财贸口：财政、税务、金融、国有资产管理、会计行业管理、商业、外贸、供销社、粮食、工商行政管理等工作
  - 金融口：由各级财政部（厅、局）、地方政府金融办、中国人民银行、银监会分支机构领导各金融机构。[5]
- 工交口：各级经委负责领导工业、交通、邮电等
  - 劳动口：
  - 能源口：电力、煤炭、石油
- 计划口：体改、计划发展
- 农口：党委农村工作领导小组或党委农村工作委员会领导农业、林业、水利、畜牧兽医、农垦、水产、乡镇企业、农机、农资、农经、气象、地震等工作
- 政法口：党委政法委领导的民政、公安、检察、法院、司法行政等以及综治、维稳等工作
- 外事口：涉外涉边工作、口岸工作
- 国防工业口：常规兵器、航空、航天、造船、原子能、电子等
- 建设口/城建口/基建口：建委、建工、城乡规划、环境保护、公用事业、地质、国土、房地产、海洋、测绘等
- 纪检口：各级纪检委与监察局。2014年12月11日，中央政治局常委会议审议通过了《关于加强中央纪委派驻机构建设的意见》，纪委派驻机构将统一名称为“派驻纪检组”，采取单独派驻、归口派驻两种形式，归口派驻，是对业务相近、相关或者系统规模小、监督对象少的部门，归口设置派驻机构。